# Attalea nucifera
Attalea nucifera är en enhjärtbladig växtart som beskrevs av Gustav Karl Wilhelm Hermann Karsten. Attalea nucifera ingår i släktet Attalea och familjen Arecaceae. Inga underarter finns listade i Catalogue of Life.